# Несигурност
Несигурност е термин, използван по почти неуловимо различаващи се начини в един сериозен брой изследователски полета, включително философия, физика, статистика, икономика, финанси, застраховане, психология, социология, инженеринг и информатика. Прилага се за предвиждане на бъдещи събития, на физически измервания, които са направени или към неизвестното. Несигурността възниква при частично наблюдаеми системи и стохастични среди, както и поради незнание и/или мрада възраст .
Английският термин uncertainty се отнася както до психологическия и социологически термин „несигурност“, но и към термина във физиката „неопределеност“, тъй като uncertainty означава това – „несигурност, неопределеност, неустановеност“, а също в психологически аспект „несигурност, неувереност“ .